# Clasificación Final de Béisbol Olímpico 2021
La Clasificación Final de Béisbol Olímpico 2021, fue una competición de selecciones nacionales de béisbol, organizada por la Confederación Mundial de Béisbol y Sóftbol (WBSC) del 22 al 26 de junio de 2021 en el estado de Puebla, México. Fue el último evento eliminatorio para clasificar a los Juegos Olímpicos de Tokio 2020, otorgando un cupo directo.

## Cambio de fechas y de sede
Inicialmente la sede iba a ser Taipéi donde el torneo se consumaría desde el 1 hasta el 5 de abril durante el 2020 sin embargo la Pandemia de COVID-19 lo impidió en consecuencia se aprobó que el torneo se consumaría desde el 17 hasta el 21 de junio durante el 2020 pero no fue seguro el control sobre la pandemia, ante esto, aprobaron que la sede iba a ser la República de China (Taiwán) donde el torneo se consumaría desde el 16 hasta el 20 de junio durante el 2021 sin embargo la sede se cambió a México debido a las fuertes medidas que la Taiwán consumó en contra de la Pandemia de COVID-19. Finalmente, el torneo inició el 22 de junio y finalizó el 26 de junio del 2021.

## Equipos participantes
De 6 equipos, iniciaron 3 debido a que aunque Australia, China, China Taipéi, Países Bajos, República Dominicana y Venezuela clasificaron en contraposición China, China Taipéi y Australia se retiraron por los siguientes motivos:
|   | BE                                    | NE           | MR |
| - | ------------------------------------- | ------------ | --- |
| 1 | Bandera de la República Popular China | China        | El 7 de mayo del 2021, comunicó que no pudo generar las condiciones para poder participar. |
| 2 | Bandera de China Taipéi               | China Taipéi | El 4 de junio del 2021, comunicó que las políticas de prevención de pandemias recientemente implementadas que prohíben la reunión de equipos para las prácticas, han hecho que nuestros preparativos sean casi imposibles. Podemos concluir que está pandemia nos ha dado un golpe fatal y ha acabado con nuestro sueño olímpico. |
| 3 | Bandera de Australia                  | Australia    | El 9 de junio del 2021, comunicó que los desafíos logísticos de proporcionar un entorno seguro para el grupo eran insuperables. |

Se clasificaron los 3 equipos que iniciaron este torneo:
|   | BE                                 | NE                   | MR                                                                                   |
| - | ---------------------------------- | -------------------- | ------------------------------------------------------------------------------------ |
| 1 | Bandera de los Países Bajos        | Países Bajos         | Finalizó de 2.º lugar en la clasificación olímpica de béisbol europeo/africano 2019. |
| 2 | Bandera de la República Dominicana | República Dominicana | Finalizó de 2.º lugar en la clasificación olímpica de las Américas.                  |
| 3 | Bandera de Venezuela               | Venezuela            | Finalizó de 3er lugar en la clasificación olímpica de las Américas.                  |

## Round robin
Estuvo integrado por 3 equipos que jugaron 2 juegos en 3 jornadas desde el 22 hasta el 24 de junio. Al finalizar las 3 jornadas, el 2.º y 3er equipo clasificaron a la semifinal en consonancia el 1.er equipo clasificó a la final.
| PE | BE                                 | E                      | PJ | PG | PP | PV   | DV | CF | PC | CF-CC | TQB  | ER-TQB |
| -- | ---------------------------------- | ---------------------- | -- | -- | -- | ---- | -- | -- | -- | ----- | ---- | ------ |
| 1  | Bandera de la República Dominicana | República Dominicana ★ | 2  | 2  | 0  | 1000 | -  | 14 | 10 | +4    | +0,3 | +0,1   |
| 2  | Bandera de Venezuela               | Venezuela ★            | 2  | 1  | 1  | 500  | 1  | 16 | 13 | +3    | +0,2 | 0      |
| 3  | Bandera de los Países Bajos        | Países Bajos ★         | 2  | 0  | 2  | 0    | 2  | 6  | 13 | -7    | -0,5 | -0,2   |

★ Clasificado a la final ★ Clasificados a la semifinal 

### Criterios de desempate para el round robin
La clasificación de los equipos será de acuerdo con sus registros de victorias y derrotas de todos los juegos disputados. Todos los empates, se resolverán en el orden de la siguiente lista. Es decir, si el criterio (1) no rompe el empate, entonces ya no se considera el criterio capaz de romper el empate, y se utilizará el siguiente criterio (2). Esta lógica continúa a través de la lista, en orden, hasta que se rompa el empate:
| EC | CD |
| -- | --- |
| 1  | El equipo que ganó el juego (s) entre los equipos empatados recibirá la posición más alta. |
| 2  | El Balance de Calidad del Equipo (TQB por sus siglas en inglés) y los registros de victorias y derrotas en los juegos empatados entre los equipos. Nota: Si hay tres o más equipos empatados y cuando el criterio 1 no rompe un empate, un equipo o equipos con el TQB más alto se ubicarán en el puesto(s) más alto y un equipo o equipos con el TQB más bajo se colocarán en el puesto más bajo(s). Si algunos de los equipos empatados tuvieran el mismo TQB, el resultado cara a cara será el primero en aplicarse. Si el resultado de cara a car no rompe el empate, se utilizará el siguiente criterio 3. |
| 3  | El equipo que tiene el mejor Balance de Calidad de Equipo de Carreras Limpias (ER-TQB por sus siglas en inglés). |
| 4  | Mayor promedio de bateo en juegos entre los equipos empatados. |
| 5  | Un lanzamiento de moneda. |

### Resultados de Cada Juego en el Round Robin
| Bandera de la República Dominicana | República Dominicana | 10 |  |
| Bandera de Venezuela               | Venezuela            | 7  |  |
| 22 de junio del 2021               |                      |    |  |
| Bandera de Venezuela               | Venezuela            | 9  |  |
| Bandera de los Países Bajos        | Países Bajos         | 3  |  |
| 23 de junio del 2021               |                      |    |  |
| Bandera de los Países Bajos        | Países Bajos         | 3  |  |
| Bandera de la República Dominicana | República Dominicana | 4  |  |
| 24 de junio del 2021               |                      |    |  |

## Semifinal
Está integrada por el 2.º y 3er clasificado del round robin, los cuales jugarán un juego durante el 25 de junio, ante esto, el ganador clasificará a la final.

### Resultado del Juego en la Semifinal
| Bandera de los Países Bajos | Países Bajos | 0  |  |
| Bandera de Venezuela        | Venezuela    | 10 |  |
| 25 de junio del 2021        |              |    |  |

| Venezuela ganó la serie 1–0 en el Round Robin |
| --------------------------------------------- |

## Final
Posee al 1.er equipo clasificado del round robin junto al ganador de la semifinal. El ganador de un juego por ende será el único clasificado a los XXXII edición.

### Resultado del Juego en la Final
| Bandera de Venezuela               | Venezuela            | 5 |  |
| Bandera de la República Dominicana | República Dominicana | 8 |  |
| 26 de junio del 2021               |                      |   |  |

| República Dominicana ganó la serie 1–0 en el Round Robin |
| -------------------------------------------------------- |

## Cuadro de series de la semifinal y final
|  | Semifinales                     | Semifinales  | Semifinales                      |                      |                                                           | Final     | Final | Final |  |
|  |                                 |              |                                  |                      |                                                           |           |       |       |  |
|  |                                 |              |                                  |                      |                                                           |           |       |       |  |
|  | 3er clasificado del round robin | Países Bajos | 0                                |                      |                                                           |           |       |       |  |
|  | 3er clasificado del round robin | Países Bajos | 0                                |                      |                                                           |           |       |       |  |
|  | 2.º clasificado del round robin | Venezuela    | 1                                |                      |                                                           |           |       |       |  |
|  | 2.º clasificado del round robin | Venezuela    | 1                                |                      | Ganador de la semifinal y 2.º clasificado del round robin | Venezuela | 0     |       |  |
|  |                                 |              |                                  |                      | Ganador de la semifinal y 2.º clasificado del round robin | Venezuela | 0     |       |  |
|  |                                 |              | 1.er clasificado del round robin | República Dominicana | 1                                                         |           |       |       |  |
|  |                                 |              | 1.er clasificado del round robin | República Dominicana | 1                                                         |           |       |       |  |
|  |                                 |              |                                  |                      |                                                           |           |       |       |  |
|  |                                 |              |                                  |                      |                                                           |           |       |       |  |
|  |                                 |              |                                  |                      |                                                           |           |       |       |  |
|  |                                 |              |                                  |                      |                                                           |           |       |       |  |

|                                                                       |
| Clasificado a Los Juegos Olímpicos de Tokio 2020 República Dominicana |